# Juan van der Hamen
Juan van der Hamen y (Gómez de) León  (Madri, 8 de abril de 1596 – Madri, 28 de março de 1631) foi um pintor espanhol, mestre em naturezas-mortas, também chamadas de bodegones, realizadas em estilo austero (tenebrismo). Prolífico e versátil, pintou alegorias e paisagens em larga escala para igrejas e conventos. Hoje é lembrado por suas naturezas-mortas, um gênero popularizado na década de 1620 em Madri.

## Biografia

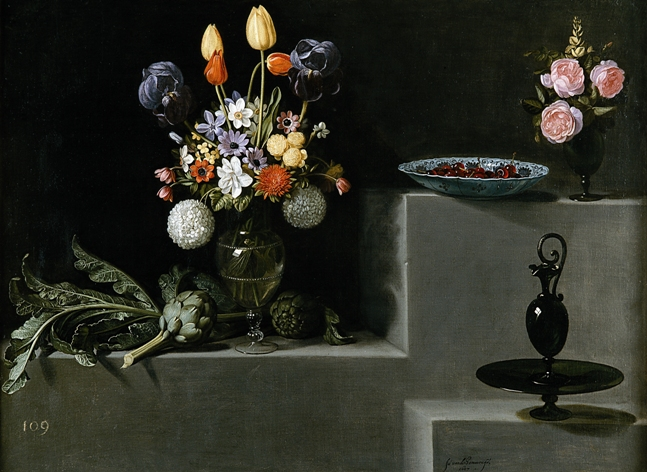
Natureza-Morta com flores, alcachofra e copos, 1627 Museu do Prado

Juan van der Hamen y (Gómez de) León era filho de um dos membros da corte de Filipe II de Espanha e herdou as posições honoríficas de seu pai, servindo também como pintor dos reis Filipe III de Espanha e Filipe IV de Espanha.

## Obra
Pintou também cenas históricas, religiosas, alegorias, paisagens, retratos e, mais que tudo, naturezas-mortas. Na década de 1620, criou uma série de retratos dos principais intelectuais e escritores de seu tempo: Lope de Vega, Francisco de Quevedo, Luis de Góngora, Jose de Valdivieso, Juan Pérez de Montalbán, Francesco Barberini, Juan Ruiz de Alarcón e Francisco de Rioja.
Suas naturezas-mortas são pintadas em um stilo marcadamente flamengo mas refletem a forte influência das obras realizadas no começo do século XVII em Toledo por Juan Sánchez Cotán. A partir de 1626, Van der Hamen começou a variar e elaborar com mais complexidade suas naturezas-mortas colocando objetos em diferentes níveis. Esse tipo de composição parece ter se originado em Roma durante a década de 1620 em obras de Tomasso Salini e Agostino Verrocchi. Suas pinturas exerceram grande influências em seus contemporâneos como Francisco e Juan de Zurbarán.